# Macrohasseltia
Macrohasseltia es un género con una especies de plantas de flores perteneciente a la familia Salicaceae. 

## Especies seleccionadas
- Macrohasseltia macroterantha